# Лойовиці (Нижньосілезьке воєводство)
Лойовиці (пол. Łojowice) — село в Польщі, у гміні Вйонзув Стшелінського повіту Нижньосілезького воєводства.
Населення — 343 особи (2011).
У 1975-1998 роках село належало до Вроцлавського воєводства.

## Демографія
Демографічна структура станом на 31 березня 2011 року:
|          | Загалом | Допрацездатний вік | Працездатний вік | Постпрацездатний вік |
| -------- | ------- | ------------------ | ---------------- | -------------------- |
| Чоловіки | 168     | 21                 | 133              | 14                   |
| Жінки    | 175     | 39                 | 103              | 33                   |
| Разом    | 343     | 60                 | 236              | 47                   |